# تپه هه‌وار شمسه
تپه هه وار شمسه در شهرستان سقز، بخش زیویه، روستای شمسه واقع شده و این اثر در تاریخ ۲۵ اسفند ۱۳۸۰ با شمارهٔ ثبت ۵۰۸۸ به‌عنوان یکی از آثار ملی ایران به ثبت رسیده‌است.